# Pine Mountain (berg i Australien, Victoria)
Pine Mountain är ett berg i Australien. Det ligger i regionen Towong och delstaten Victoria, omkring 320 kilometer nordost om delstatshuvudstaden Melbourne. Toppen på Pine Mountain är 1 053 meter över havet, eller 518 meter över den omgivande terrängen. Bredden vid basen är 9,5 km.
Trakten runt Pine Mountain är nära nog obefolkad, med mindre än två invånare per kvadratkilometer.. 
I omgivningarna runt Pine Mountain växer i huvudsak städsegrön lövskog. Genomsnittlig årsnederbörd är 1 355 millimeter. Den regnigaste månaden är mars, med i genomsnitt 159 mm nederbörd, och den torraste är januari, med 60 mm nederbörd.